# Носовка (Псковская область)
Носовка — деревня в Гдовском районе Псковской области России. Входит в состав Первомайской волости Гдовского района.
Расположена на юго-востоке района, в 50 км к юго-востоку от Гдова, в 18 км к востоку от села Ямм и в 1,5 км к юго-востоку от волостного центра, деревни Первомайская.

## Население
Численность населения деревни на 2000 год составляла 11 человек.